# Nichols Passage
De Nichols Passage is een zeestraat in de Alexanderarchipel in de Alaska Panhandle in het zuidoosten van Alaska in de Verenigde Staten.

## Geografie
De zeestraat ligt in de eilandengroep van de Gravina Islands tussen Gravina Island in het noordwesten en Annette Island in het zuidoosten. In het zuiden komt de zeestraat uit in de Clarence Strait, in het noordoosten in de Tongass Narrows.
Het waterlichaam ligt in de mariene ecoregio Noord-Amerikaans Pacifisch Fjordland.